# دن آرام
دُنِ آرام (روسی: Тихий Дон؛ ‏تلفظ: تیخییْ دُن) ،(به انگلیسی:And Quiet Flows the Don) مهم‌ترین اثر میخائیل شولوخف و یکی از شاهکارهای ادبی قرن بیستم است. این کتاب چهار جلدی در دستهٔ رمان‌های حماسی قرار می‌گیرد. سه جلد اول این کتاب بین سال‌های ۱۹۲۵ تا ۱۹۳۲ نوشته شده‌اند و در زمان اتحاد جماهیر شوروی در مجلهٔ اکتیابر (Oktyabr) چاپ شدند، اما نگارش جلد چهارم این کتاب سال ۱۹۴۰ تمام شد. این کتاب علاوه بر ستایشی که در خارج از مرزهای روسیه برای نویسنده اش به ارمغان آورد، مورد توجه ژوزف استالین و حزب کمونیستی شوروی نیز قرار گرفت. شولوخوف به خاطر نگارش این رمان در 1965 جایزه نوبل ادبیات را دریافت نمود. لس آنجلس تایمز این رمان را بهترین رمان روسی در قرن بیستم شناخته‌است. از این رمان تاکنون سه ترجمه به فارسی منتشر شده‌است.

## بررسی اثر
دُن آرام داستانی است دربارهٔ کازاک‌های ساکن دن و شرح زندگی یک خانواده کازاک به نام «ملِخوف» در زمان صلح، سال‌های سرنوشت‌ساز جنگ اول جهانی، انقلاب ۱۹۱۷ اکتبر روسیه و جنگ داخلی روسیه. البته قهرمانان و نقش آفرینان داستان درست مانند رمان «جنگ و صلح» تولستوی زیادند. اما آنچه خواننده را بیشتر به دنبال خود می‌کشاند شخصیت اصلی آن مردی جوان به نام «گریگوری (گریشا) پانتلویچ ملخوف» است. گریگوری شخصیتی شجاع، جنگاور و خستگی‌ناپذیر است که در تمام رویدادهای بزرگ تاریخی زمانش حاضر شده‌است. او هرگز نمی‌داند به چه روی می‌جنگد. آیا علیه آلمان‌ها می‌جنگد یا علیه بلشویک ها؟ در جستجوی عدالت، گاهی با سرخ‌ها ارتباط برقرار می‌کند و گاهی به سراغ سفیدها می‌رود. (سرخ لقب کمونیست‌ها و سفید عنوان طرفداران امپراتوری است). او عاشق روسیه‌است اما از تزار نفرت دارد. او دولتی سوسیالیستی می‌خواهد به شرطی که مالکیت کازاک‌ها بر زمین را دست نخورده باقی گذارد. تجربیات سیاسی و نظامی گریگوری که به خاطر حوادث و مشکلات جنگ اول جهانی و انقلاب روسیه به دست آورده در پس داستان عشق شورانگیز و غم‌انگیز وی رنگ می‌بازند

## ترجمه فارسی
نخستین ترجمه کتاب دن آرام در دهه ۴۰ شمسی توسط محمود اعتمادزاده (به آذین) از روی ترجمه فرانسه انجام شد و توسط انتشارات نیل در ۴ جلد به چاپ رسید. این ترجمه بارها تجدید چاپ شد و در حال حاضر انتشارات فردوس آن را منتشر می‌کند.
دومین ترجمه کتاب کار منوچهر بیگدلی خمسه از روی نسخه انگلیسی اثر انجام شد و در سال ۱۳۶۸ توسط انتشارات گلشایی به چاپ رسید.
سپس ترجمه احمد شاملو از متن فرانسه اولین بار در سال ۱۳۸۲ توسط انتشارات مازیار وارد بازار کتاب شد.
شاملو معتقد بود به‌آذین در ترجمه، ضرباهنگ و زبانِ نویسنده را منتقل نکرده‌است و هفت سال آخر عمر خود را صرف ترجمه دوباره دن آرام کرد. انتقادی که به این ترجمه شده است، استفاده بیش از حد از زبان عامیانه کوچه و بازاری است. حتی در نسخه اولیه ترجمه تاریخ‌های میلادی به شمسی برگردانده شده بود که با مخالفت ناشر مجدداً به میلادی تغییر داده شد. 
ابراهیم گلستان سخت به این ترجمه تاخته است اما محمد بهارلو زبان آن را باعث خواندنی‌تر شدن اثر می‌داند. محمود دولت‌آبادی نیز نظری میانه داد و ترجمه به آذین را با وجود ترجمه شاملو، همچنان زنده می‌داند. آبتین گلکار نیز در مقاله‌ای نوشت که اساساً «استراتژی» این دو مترجم در ترجمه این اثر با یکدیگر متفاوت است. به عنوان نمونه، به‌آذین در برگردان واژه‌هایی که بر واقعیات خاص زندگی و فرهنگ روسی دلالت دارند، مانند نام غذاها، لباس‌ها، ابزارها، مکان‌های خاص یک قوم یا فرهنگ، می‌کوشد تا حد امکان معادل‌هایی فارسی برای آنها برگزیند و از به کار بردن اصل واژه‌های بیگانه پرهیز کند، اما در ترجمه شاملو، بسیاری از واژه‌ها صورت روسی خود را حفظ کرده‌اند.
اسماعیل قهرمانی‌پور نیز این اثر را، احتمالاً از روی نسخه انگلیسی، ترجمه کرده و در سال ۱۳۹۱ توسط انتشارات سمیر و باهم به چاپ رسانده است.

## جوایز و افتخارات
رمان دن آرام جایزه استالین را در سال ۱۹۴۱ برد و نویسنده کتاب نیز در سال ۱۹۶۵ برنده جایزه نوبل ادبیات شد.